# 康斯坦丁尼夫卡 (尼古拉耶夫州康斯坦丁尼夫卡市鎮)
47°5′55″N 31°54′59″E / 47.09861°N 31.91639°E
康斯坦丁尼夫卡（烏克蘭語：Костянтинівка），是位於烏克蘭南部的村莊，由尼古拉耶夫州尼古拉耶夫區的康斯坦丁尼夫卡市鎮負責管轄，始建於1783年，面積1.66平方公里，海拔高度41米，2001年人口837，人口密度每平方公里504.2人。